# Tasso di mortalità

Tasso di mortalità nel mondo (2023)

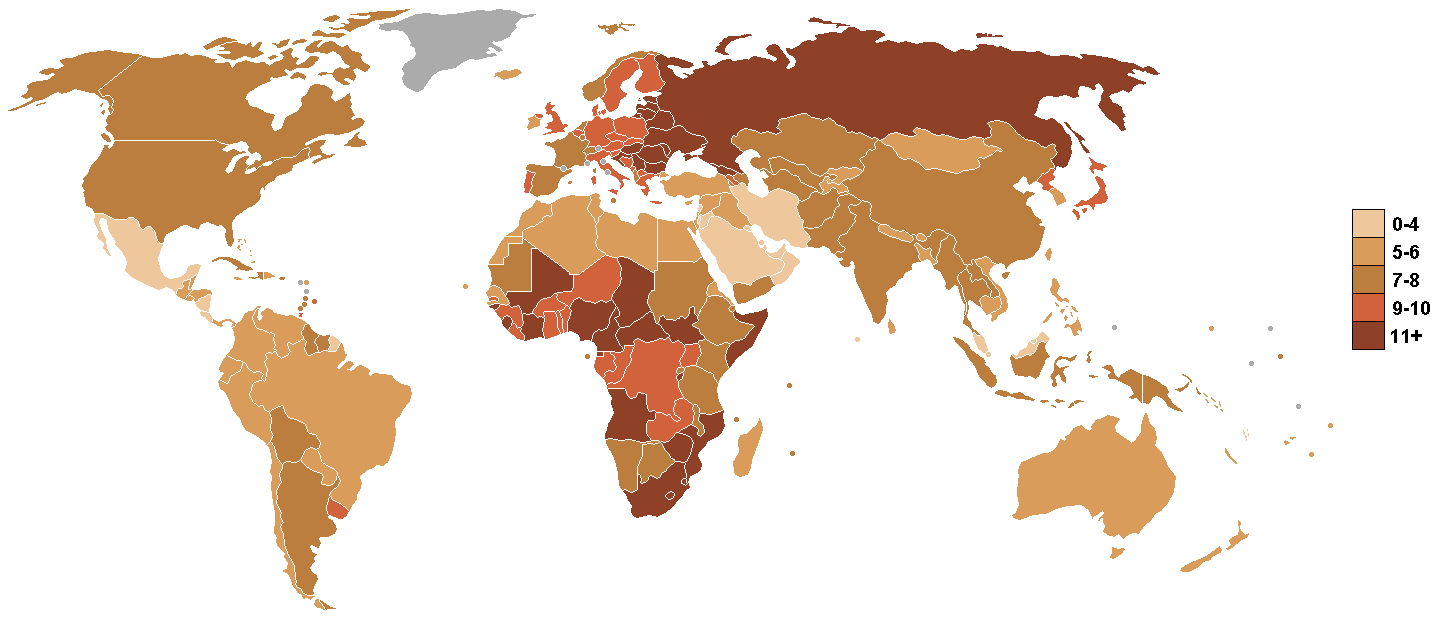
Tasso di mortalità nel mondo (2006)

Il tasso di mortalità è il rapporto tra il numero delle morti in una comunità o in un popolo durante un periodo di tempo e la quantità della popolazione media dello stesso periodo. Tuttavia, nel caso di una popolazione chiusa (ossia non si verificano entrate o uscite di individui, come ad esempio in un gruppo definito di topi di laboratorio osservato longitudinalmente) si utilizza come denominatore il numero di individui sopravvissuti all'inizio del periodo di tempo considerato invece della popolazione media.
Il tasso di mortalità misura la frequenza delle morti di una popolazione in un arco di tempo e normalmente viene riferito a un anno di calendario. Questo dato viene utilizzato per verificare lo stato negativo di sviluppo di una popolazione. Il tasso di mortalità per un determinato anno è uguale a mille volte il rapporto tra il numero dei morti in quell'anno e la popolazione media, vale a dire il numero medio di morti su una popolazione di mille abitanti in un determinato anno.
Formalmente, dato un periodo di X anni, si calcola la popolazione media annuale durante quel periodo (Pmedia) e il numero medio annuale dei morti (Mmedia). Il tasso di mortalità è dato da Tmortalità=Mmedia/Pmedia×1000.

## Misure correlate di mortalità
Altre misure specifiche di mortalità includono: 
| Nome                                                                      | Definizione tipica |
| ------------------------------------------------------------------------- | --- |
| Tasso di morte perinatale                                                 | La somma delle morti fetali (nati morti) dopo le 22 (o 28) settimane complete di gravidanza più il numero di morti tra i bambini nati vivi fino a 7 giorni completi di vita, diviso per il numero di nascite.                                                                 |
| Tasso di mortalità materna                                                | Numero di decessi di madri imputabili a cause legate alla gravidanza durante un dato intervallo di tempo, diviso per il numero di nati vivi durante lo stesso intervallo di tempo.                                                                                            |
| Tasso di mortalità infantile                                              | Numero di decessi tra bambini con meno di un anno di età durante un dato intervallo di tempo diviso per il numero di nati vivi durante lo stesso intervallo di tempo. |
| Tasso di mortalità infantile sotto i cinque anni                          | Numero di decessi di bambini di età inferiore a 5 anni diviso per il numero di nati vivi. |
| Tasso di mortalità standardizzato (SMR - Standardized mortality ratio)    | Il rapporto tra il numero di decessi in una data popolazione (indice) e il numero di decessi attesi, una forma di tassi standardizzati indirettamente (in contrapposizione a quelli diretti), in cui le categorie sono solitamente "definite per età, sesso e razza o etnia". |
| Tasso di mortalità specifico per età (ASMR - Age-specific mortality rate) | Il numero totale di decessi all'anno a un'età specifica, diviso per il numero di persone in vita a quell'età (ad esempio, 62 anni all'ultimo compleanno). |
| Tasso di mortalità specifico per causa                                    | Numero di decessi assegnati a una causa specifica durante un dato intervallo di tempo diviso per la popolazione. |
| Tasso di mortalità cumulativo                                             | La percentuale di incidenza della morte, cioè la proporzione di un gruppo [definito] che muore in un intervallo di tempo specificato, sia in riferimento a tutti i decessi nell'intervallo di tempo, sia a "decessi per una causa specifica o cause".                         |
| Tasso di letalità (CFR - Case fatality rate)                              | La percentuale di casi diagnosticati di una particolare condizione medica che portano alla morte. |
| Tasso di mortalità per infezione (IFR - Infection fatality rate)          | La percentuale di casi infetti di una particolare condizione medica che portano alla morte. Simile al CFR, ma adattato per casi asintomatici e non diagnosticati. |

Per ognuno di questi, un "tasso di mortalità specifico per sesso" si riferisce a "un tasso di mortalità tra maschi o femmine", dove il calcolo coinvolge sia "numeratore che denominatore... limitato a un sesso".

## Utilizzo in epidemiologia
Nella maggior parte dei casi ci sono pochi se non nessun modo per ottenere tassi di mortalità esatti, quindi gli epidemiologi utilizzano la stima per prevedere i tassi di mortalità corretti. Essi sono generalmente difficili da prevedere a causa delle barriere linguistiche, dei problemi legati alle infrastrutture sanitarie, dei conflitti e di altri motivi. La mortalità materna presenta ulteriori sfide, soprattutto per quanto riguarda i nati morti, gli aborti e le nascite multiple. In alcuni paesi, durante gli anni '20, una nascita morta era definita come "una nascita di almeno venti settimane di gestazione in cui il bambino non mostra segni di vita dopo la nascita completa". Nella maggior parte dei paesi, tuttavia, un feto morto è stato definito come "la nascita di un feto, dopo 28 settimane di gravidanza, in cui non si verifica la respirazione polmonare".

### Dati del censimento e statistiche anagrafiche
Idealmente, tutta la stima della mortalità dovrebbe essere effettuata utilizzando statistiche vitali e dati di censimento. Essi forniranno informazioni dettagliate sulla popolazione a rischio di morte. Le statistiche vitali forniscono informazioni sui nati vivi e sui decessi nella popolazione. Spesso non sono disponibili né i dati del censimento né quelli delle statistiche anagrafiche. Questo è comune nei paesi in via di sviluppo, nei paesi in conflitto, nelle aree in cui i disastri naturali hanno causato spostamenti di massa e in altre aree in cui si verifica una crisi umanitaria.

### Sondaggi sulle famiglie
Le indagini o le interviste sulle famiglie sono un altro modo in cui vengono spesso valutati i tassi di mortalità. Esistono diversi metodi per stimare la mortalità in diversi segmenti della popolazione. Uno di questi esempi è il metodo della sorellanza, che prevede che i ricercatori valutino la mortalità materna contattando le donne nelle popolazioni di interesse e chiedendo se hanno o meno una sorella, se quest'ultima è in età fertile (di solito 15 anni) e conducendo un'intervista o una relazione scritta con domande su possibili morti tra sorelle. Il metodo della sorellanza, tuttavia, non funziona nei casi in cui le sorelle potrebbero essere morte prima della nascita della sorella intervistata.
Le indagini sull'orfanotrofio stimano la mortalità interrogando i bambini sulla mortalità dei loro genitori. È stato spesso criticato perché il tasso di mortalità degli adulti è molto distorto per diverse ragioni. L’effetto adozione rientra in uno di questi casi, in cui gli orfani spesso non si rendono conto di essere adottati. Inoltre, gli intervistatori potrebbero non rendersi conto che un genitore adottivo o affidatario non è il genitore biologico del bambino. C'è anche il problema dei genitori segnalati da più figli mentre alcuni adulti non hanno figli, quindi non vengono conteggiati nelle stime di mortalità.
Le indagini sulla vedovanza stimano la mortalità degli adulti rispondendo a domande sul marito o sulla moglie defunti. Un limite dell’indagine sulla vedovanza riguarda le questioni del divorzio, in cui le persone potrebbero essere più propense a dichiarare di essere vedove in luoghi in cui esiste un grande stigma sociale legato all’essere divorziati. Un'altra limitazione è che i matrimoni multipli introducono stime distorte, quindi agli individui viene spesso chiesto del primo matrimonio. I pregiudizi saranno significativi se si associa la morte tra i coniugi, come nei paesi con grandi epidemie di AIDS.

### Campionamento
Il campionamento si riferisce alla selezione di un sottoinsieme della popolazione di interesse per ottenere in modo efficiente informazioni sull’intera popolazione. I campioni devono essere rappresentativi della popolazione di interesse. Il campionamento a grappoli è un approccio al campionamento non probabilistico; questo è un approccio in cui ciascun membro della popolazione viene assegnato a un gruppo (cluster), quindi i cluster vengono selezionati casualmente e tutti i membri dei cluster selezionati vengono inclusi nel campione. Spesso combinato con tecniche di stratificazione (nel qual caso si chiama campionamento multistadio), il campionamento a grappolo è l’approccio più spesso utilizzato dagli epidemiologi. Nelle aree di migrazione forzata l’errore di campionamento è più significativo. Pertanto il campionamento a grappolo non è la scelta ideale.

## Statistiche sulla mortalità
| Anni      | CDR  | Anni      | CDR |
| --------- | ---- | --------- | --- |
| 1950–1955 | 19.1 | 2000-2005 | 8.4 |
| 1955-1960 | 17.3 | 2005–2010 | 8.1 |
| 1960–1965 | 16.2 | 2010–2015 | 8.1 |
| 1965-1970 | 12.9 | 2015-2020 | 8.1 |
| 1970–1975 | 11.6 | 2020–2025 | 8.1 |
| 1975-1980 | 10.6 | 2025-2030 | 8.3 |
| 1980–1985 | 10.0 | 2030-2035 | 8.6 |
| 1985–1990 | 9.4  | 2035-2040 | 9.0 |
| 1990–1995 | 9.1  | 2040–2045 | 9.4 |
| 1995–2000 | 8.8  | 2045–2050 | 9.7 |

Secondo Jean Ziegler (Relatore speciale delle Nazioni Unite sul diritto all’alimentazione dal 2000 al marzo 2008), la mortalità dovuta alla malnutrizione rappresentava il 58% della mortalità totale nel 2006: “Nel mondo muoiono ogni anno circa 62 milioni di persone, sommando tutte le cause di morte. Nel 2006, più di 36 milioni di persone sono morte di fame o di malattie a causa di carenze di micronutrienti”.
Delle circa 150.000 persone che muoiono ogni giorno in tutto il mondo, circa due terzi (100.000 al giorno) muoiono per cause legate all'età. Nei paesi industrializzati la percentuale è molto più elevata e raggiunge il 90%.

## Economia
Gli studiosi hanno affermato che esiste una relazione significativa tra un basso tenore di vita derivante da un basso reddito e aumento dei tassi di mortalità. Un basso tenore di vita ha maggiori probabilità di provocare malnutrizione, che può rendere le persone più suscettibili alle malattie e con maggiori probabilità di morire a causa di esse. Uno standard di vita più basso può portare a una mancanza di igiene e servizi igienico-sanitari, a una maggiore esposizione e diffusione di malattie e alla mancanza di accesso a cure e strutture mediche adeguate. Una cattiva salute può a sua volta contribuire a redditi bassi e ridotti, il che può creare un circolo vizioso noto come "trappola della povertà sanitaria". L’economista e filosofo indiano Amartya Sen ha affermato che i tassi di mortalità possono servire come indicatore del successo e del fallimento economico.
Storicamente, i tassi di mortalità sono stati influenzati negativamente dagli aumenti dei prezzi a breve termine. Gli studi hanno dimostrato che i tassi di mortalità aumentano ad un ritmo concomitante con l’aumento dei prezzi dei prodotti alimentari. Questi effetti hanno un impatto maggiore sulle popolazioni vulnerabili e a basso reddito rispetto a quelle con uno standard di vita più elevato.
All'inizio degli anni 2000, i tassi di mortalità più elevati sono stati meno legati ai livelli socioeconomici all’interno di una determinata società, ma differivano maggiormente tra paesi a basso e ad alto reddito. Si è ora scoperto che il reddito nazionale, che è direttamente legato al tenore di vita di un paese, è il fattore principale per cui i tassi di mortalità sono più alti nei paesi a basso reddito.